# Tasdorf
Tasdorf è un comune di 348 abitanti dello Schleswig-Holstein, in Germania.
Appartiene al circondario (Kreis) di Plön (targa PLÖ) ed è parte della comunità amministrativa (Amt) di Bokhorst-Wankendorf.
Nota per essere la città natale di Giacomo Meyerbeer.